# スイス航空330便爆破事件
スイス航空330便爆破事件（スイスこうくう330びんばくはじけん、Swissair Flight 330）は、パレスチナ過激派PFLPのテロリストがスイスで有罪判決を受けたことに対する報復として、パレスチナ・ゲリラが引き起こした航空テロである。この事件は、航空貨物に積み込まれた小包爆弾が爆発したことにより引き起こされたものである。

## 事件の概要
1970年2月21日、スイス航空330便はスイスのチューリッヒ空港からイスラエルのテルアビブを経由して、香港の啓徳国際空港に向かう定期便として予定されていた。使用機はコンベアCV-990コロナド（機体記号HB-ICD)で、38人の乗客と乗員9人の合わせて47人が搭乗していた。離陸から9分後に、爆弾が航空機の後方の貨物コンパートメントで爆発した。操縦士は緊急着陸のために空港へ引き返そうとしたが、コックピットが煙のために計器を見るのも苦労する事態となり、さらには爆発による火災で電気ケーブルが焼損したために電力が喪失し、スイス航空機は西にますます逸れて、空港から25km離れた森林に時速780kmの高速で激突し、全員が犠牲になった。
この時の事故機とチューリッヒ空港の管制室との会話は録音されており、330便の「こちら330便、墜落中…さようなら、皆さん」が最後の交信となった。

## 事件の背景

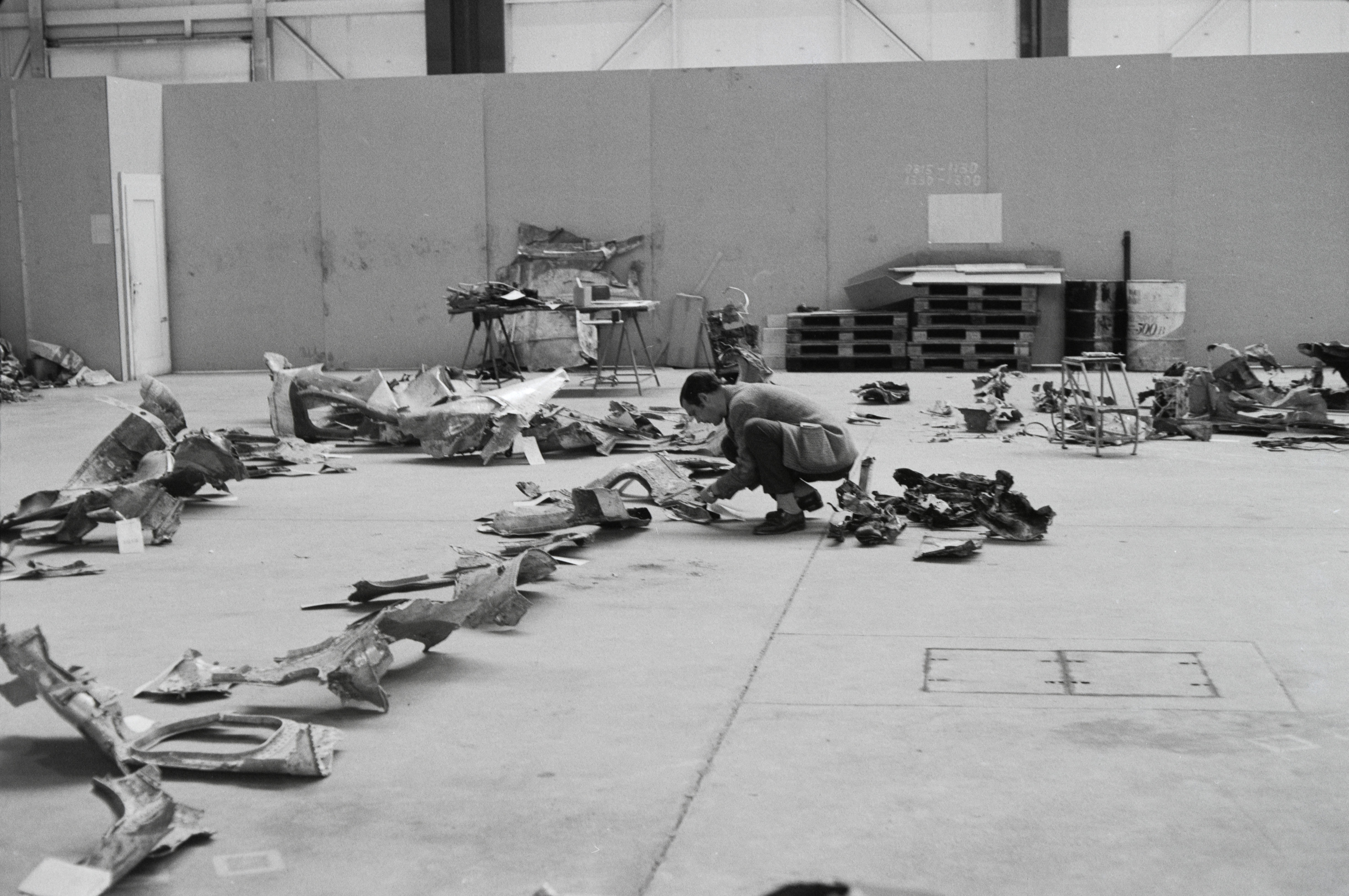
残骸を調査する調査官

パレスチナ過激派のPFLPが犯行声明を出した。これは同派テロリストがスイスで有罪判決を受けたことに対する報復として行ったものであり、爆弾の起爆に気圧の変化によって作動する気圧起爆装置IEDが使われた。これはイスラエル向けに発送される航空郵便の小包に隠されていたことが判明した。また同じ日に、フランクフルトからウィーンに向かうオーストリア航空のシュド・カラベル機でも同様の爆発物が仕掛けられ、爆発したがこちらは無事に緊急着陸に成功した。
なお墜落現場は、スイスの核研究用原子炉であるパウル・シェラー研究所からおよそ900mの地点にあり、また2km先にはベツナウ原子力発電所（1969年稼動開始）があり、一歩間違えれば核施設の破壊という最悪の惨事が生じる危険性もあった。